# Sziliczei-Német Rebeka
Sziliczei-Német Rebeka (Jászberény, 1999. augusztus 24. –) magyar rövidpályás gyorskorcsolyázó.

## Pályafutása
2009-ben Jászberényben kezdett rövidpályás gyorskorcsolyázni. A 2015-ös junior világbajnokságon női váltóban (Bácskai Sára, Jászapáti Petra, Matyók Adrienn) ötödik lett. A 2016-os junior vb-n 500 és 1500 méteren kiesett a selejtezőben. A váltóval (Matyók, Bácskai, Jászapáti) ötödik helyen végzett. A következő évben a a junior vb-n 1500 méteren az elődöntőig jutott. 500 méteren kiesett a negyeddöntőben. 1000 méteren 34. volt. Csapatban nyolcadik helyet szerzett. A 2018-as junior vb-n csapatban (Bácskai, Jászapáti, Tian Rixin) kiesett. 500 méteren hatodik, 1500 méteren kilencedik volt, 1000 méteren kiesett.
2018 decemberében almatiban, a világkupa versenyen bokasérülést szenvedett (az achilles-inát elvágta egy korcsolyapenge). 2020 januárjában tagja volt az Európa-bajnokságon a döntőben kizárt női váltónak (Jászapáti, Bácskai, Lockett Deanna). A 2021-es Európa-bajnokságon 1500 méteren 13., 500 méteren 19., 1000 méteren nyolcadik, összetettben 14. lett. A világbajnokságon csapatban (Jászapáti, Kónya Zsófia, Somodi Maja, Bácskai) hatodik volt.
A 2022. évi téli olimpiai játékokra tartalékként utazott ki. A magyar csapat vezetése szerette volna az 1500 méteres versenyen Kónya Zsófia helyett indítani, de erre nem volt lehetőség.

## Eredményei
magyar bajnokság
- 500 m
  - első: 2021
  - harmadik: 2018,
- 1000 m
  - harmadik: 2018, 2021
- 1500 m
  - első: 2021
  - harmadik: 2019
- összetett
  - első: 2021
  - harmadik: 2018

## Díjai, elismerései
- Az év magyar gyorskorcsolyázója: 2024[21]